# Scopula graminata
Scopula graminata là một loài bướm đêm trong họ Geometridae.